# Dudowe Stawki

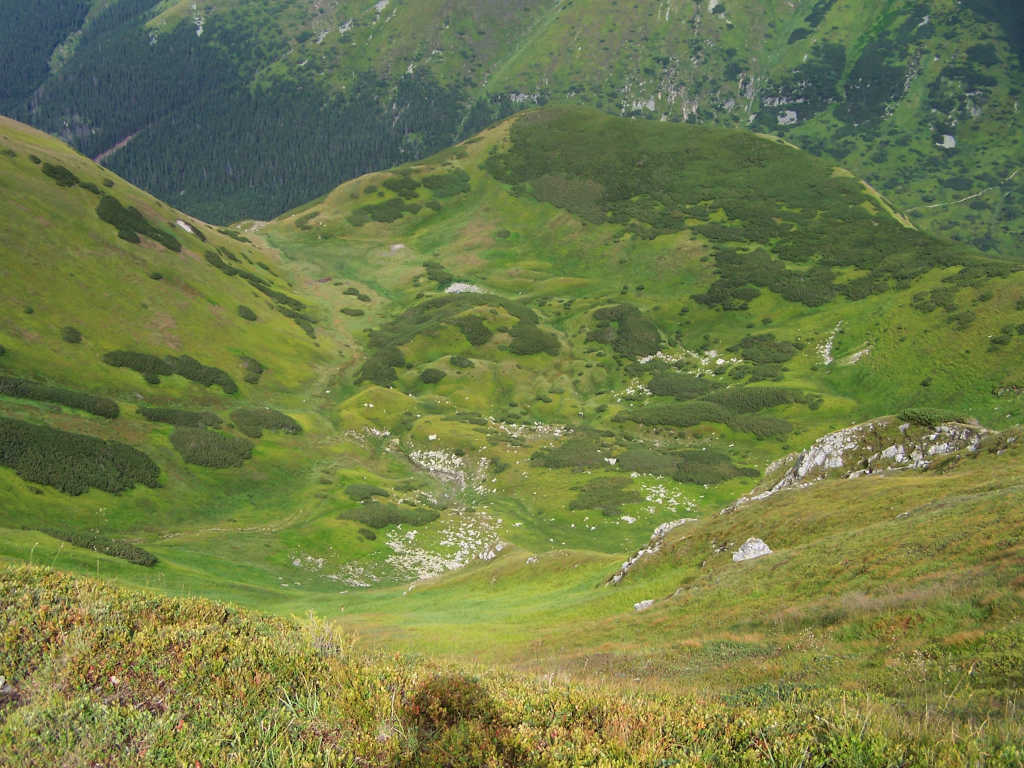
Dudowa Kotlina (jezera na snímku vysušená)

Dudowe Stawki je soubor pěti malých ledovcových jezer nacházejících se v Západních Tatrách v horní části Doliny Starorobociańske. Nacházejí se na jejich západních úbočích pod vrcholem Končistá v Dudowe Kotline nad strmým práhem Dudowych Turniej.

## Poloha
Jezírka vyplňují prohlubně mezi morénami. Čtyři níže položené se nacházejí blízko sebe navzájem v nadmořské výšce 1675 m, zatímco páté je o něco výše směrem na jihozápad v nadmořské výšce 1690 m. Je největší, když dosahuje délky 12 m.
| jezero            | rozloha (ha) | délka (m) | šířka (m) | m. hl. (m) | objem (m³) | n. v. (m) | Souřadnice                       |
| ----------------- | ------------ | --------- | --------- | ---------- | ---------- | --------- | -------------------------------- |
| Dudowy Stawek I   | —            | —         | —         | —          | —          | 1 675     | 49°12′43″ s. š., 19°48′41″ v. d. |
| Dudowy Stawek II  | —            | —         | —         | —          | —          | 1 675     | 49°12′43″ s. š., 19°48′42″ v. d. |
| Dudowy Stawek III | —            | —         | —         | —          | —          | 1 675     | 49°12′43″ s. š., 19°48′43″ v. d. |
| Dudowy Stawek IV  | —            | —         | —         | —          | —          | 1 675     | 49°12′43″ s. š., 19°48′46″ v. d. |
| Dudowy Stawek V   | —            | 12        | —         | —          | —          | 1 690     | 49°12′41″ s. š., 19°48′45″ v. d. |

## Vodní režim
Při vysokém stavu vody se některá jezírka navzájem spojují a v létě často vysychají. Prozkoumal je v roce 1935 Jerzy Młodziejowski.

## Přístup
Plesa nejsou veřejnosti přístupná.